# Gliese 412
Gliese 412 è una stella binaria posta a circa 15,8 anni luce nella costellazione dell'Orsa Maggiore leggermente a nord di ψ Ursae Majoris.
Entrambe le componenti sono nane rosse; la principale, Gliese 412 A è di tipo spettrale M1V e una massa di 0,48 M⊙ mentre la secondaria è di classe M6V e ha solo il 10% della massa solare. Orbitano attorno al comune centro di massa a una distanza di circa 190 UA.
Il sistema è caratterizzato da uno dei più elevati valori di moto proprio. La secondaria ha mostrato emissioni di raggi X, al contrario della primaria; come altre piccole stelle è una stella a brillamento che presenta numerosi flare in brevi archi di tempo, così come, ad esempio, si osservano per Proxima Centauri e UV Ceti. Per questo motivo Gliese 412 B è spesso indicata con la sua denominazione variabile di WX Ursae Majoris.